# Хамидова, Байзат Хамидовна
Байзат Хамидовна Хамидова (родилась 31 августа 1990; с. Ибрагимотар, Тляратинский район, Дагестанская АССР, РСФСР, СССР) — российская регбистка, нападающая. Чемпионка Универсиады 2013 года, чемпионка Европы 2013, 2014, 2016, 2017, 2018, 2019 и 2021 годов в составе сборной России по регби-7. Мастер спорта России международного класса (первая представительница Республики Дагестан — обладательница этого звания в игровых видах спорта) , Заслуженный мастер спорта России, игрок года чемпионата России 2019 года.

## Игровая карьера

### Начало
С детства занималась лёгкой атлетикой (бег на 100 и 200 м), тренируясь в Каспийске, и выполнила норматив кандидата в мастера спорта. Но профессиональной спортсменкой не стала, пошла работать медсестрой в поликлинику.
Первым тренером Байзат в регби был тренер сборной Дагестана Магомед Гаджимагомедов.
12 апреля 2012 года Байзат позвонил тренер «Красного Яра» Валерий Багдасаров и пригласил на просмотр в Анапу. Так спортсменка начала регбийную карьеру — в 22 года, первый контракт включал зарплату 7 тысяч рублей в месяц.

### Клубная карьера
Хамидова 8 лет играла за «Красный Яр», регулярно завоевывая с командой медали чемпионата России. В 2020 году перешла в «Енисей-СТМ».
Из-за полученной на этапе Мировой серии по регби-7 в Испании в начале 2022 года травмы Байзат пропустила весь сезон.
15 июня 2023 года объявила о завершении игровой карьеры.

### Карьера в сборной
В составе сборной России по регби-7 выступала на чемпионате мира 2013 года, в решающем матче группового этапа против сборной Англии занесла решающую попытку и принесла России победу со счётом 14:10, а на турнире заняла со сборной 7-е место. В 2013 году Хамидова впервые выиграла чемпионат Европы, выступив на этапах во французском Бриве (2-е место) и испанской Марбелье (1-е место). В том же году представляла на Универсиаде 2013 года Дагестанский государственный педагогический университет, с командой выиграла Универсиаду и получила звание мастера спорта России международного класса. В 2014 году завоевала второй титул чемпионки Европы.
Играла в Мировой серии по регби-7: в сезоне 2012/13 года занесла 19 попыток и набрала 95 очков, а в сезоне 2013/14 года — 18 попыток и 90 очков, благодаря чему попала в символическую сборную лучших регбисток мира 2009—2014 годов по версии сайта о женском регби Scrum Queens (в ту же сборную попали англичанка Мэгги Альфонси, ирландка Фиона Колан, новозеландка Кайла Макалистер и канадка Джен Киш). В 2013 году стала лучшим игроком этапа Мировой серии в Хьюстоне, набрав 45 очков (Россия заняла 5-е место). В 2016 году в третий раз в карьере выиграла чемпионат Европы.
На этапах Мировой серии 2017/2018 в Дубае и Сиднее была включена в символическую сборную этапов и была признана лучшим игроком этапов. Участница кубка мира в Сан-Франциско (2018 год); на кубке получила травму, не позволившую ей сыграть на этапе чемпионата Европы 2018 года в Казани.
Приказом от 17 октября 2018 года ей присвоено звание «Заслуженный мастер спорта России». В 2019 году попала в команду десятилетия по версии журнала «Scrumqueens». В июле 2021 года включена в заявку команды ОКР на Олимпиаду в Токио, где россиянки заняли 8-е место. После Олимпиады всерьёз задумывалась о завершении карьеры в сборной России.
В том же 2021 году выступила на первом этапе чемпионата Европы по регби-7 в Лиссабоне, пропустив этап в Москве; россиянки выиграли оба этапа.
23 января 2022 года Байзат провела свой 200-й матч на турнирах Мировой серии по регби-7 среди женщин, выйдя на поле в финале этапа в Малаге против США (американки победили 35:10, а россиянки завоевали первую с 2015 года серебряную медаль этапов). 28 января того же года на игре этапа в Севилье против Бразилии она набрала 600-е очко в играх Мировой серии (победа 26:7). 29 января в игре против Ирландии Байзат получила перелом, из-за которого выбыла на 4-5 месяцев.

## Тренерская карьера
С осени 2023 года тренер женской сборной Дагестана по регби.
1 февраля 2025 года вошла в тренерский штаб «Красного Яра».

## Семья
Есть старшая сестра Наврат Хамидова, также регбистка. Интересуется смешанными боевыми искусствами.

## Достижения

### Командные
В составе сборной
- Мировая серия:  (этапы МС 2014-2015, 2015-2016 и 2021-2022);  (этап МС 2017-2018)
- Чемпионат Европы:  — рекорд (2013, 2014, 2016, 2017, 2018, 2019, 2021);  (2015)
- Универсиада:  (2013)

В составе клубов

Красный Яр
- Чемпионат России:  (2015);  (2019);  (2016, 2017, 2018)

Енисей-СТМ
- Чемпионат России:  (2021)

### Личные
- Заслуженный мастер спорта России (17.10.2018) (первая в Дагестане в игровых видах спорта)
- Мастер спорта России международного класса (2013)
- Лучшая регбистка России — 2019, 2021[34]
- Лучший игрок этапа Мировой серии — 2013 (Хьюстон)
- Самый результативный игрок сборной России за всю историю Мировой серии по количеству попыток – 119
- Рекорд по числу матчей за сборную России на этапах Мировой серии — 200
- Член Зала славы российского регби (22 декабря 2023)[35]

## Стиль игры
При относительно небольшой массе и хрупкой фигуре справлялась со своей работой благодаря психологической подготовке. Любимой позицией называет полузащиту и любит участвовать в схватках. На поле при этом почти никогда не проявляет грубость: единственный раз её удалили за удар Дарьи Фефеловой, игрока РГУТИС, что Хамидова считает самым неприятным моментом в своей карьере.